# Action 21 Charleroi
Action 21 Charleroi was een Belgische zaalvoetbalclub uit Charleroi met stamnummer A06170 en rood en zwart als kleuren. Action 21 is de succesvolste club in het Belgische KBVB-futsal en heeft ook een Europese titel op zijn palmares. De club speelde in de Salle de la Garenne, maar verdween na een fusie met Frameuro Bergen van het toneel.

## Geschiedenis
Het zaalvoetbal in Charleroi kende een sterke traditie en in de jaren 90 won Garenne Charleroi de Beker van België bij de Belgische Zaalvoetbalbond. Ook FCS Sambreville het nabijgelegen Sambreville pakte in die periode enkele landstitels en bekers bij de BZVB.
Eind jaren 90 gingen beide clubs samen en werd Action 21 Charleroi opgericht. De nieuwe club trad niet aan bij de BZVB maar sloot zich aan bij de KBVB. Action 21 werd er meteen een topper dankzij de professionalisering en sterke spelers uit Brazilië. De club werd in 1999/2000 meteen landskampioen, en doorbrak zo het jarenlange overwicht van Limburgse zaalvoetbalclubs. Meteen werd ook de supercup gewonnen.
Charleroi bleef dominant en verlengde de volgende jaren zijn titel. In 2001/02 werd voor het eerst een UEFA Futsal Cup ingericht en als landskampioen nam ook Action 21 deel aan dit toernooi. De club stootte er meteen door naar de finale, maar verloor daar van het Spaanse Playas de Castellón FS. Ook aan de tweede editie van het toernooi in 2002/03 nam Charleroi deel. Opnieuw werd de finale bereikt, waar opnieuw van Playas de Castellón FS werd verloren.
In 2004 won Action 21 zijn eerste Beker van België. Europees werd ditmaal de finale net niet gehaald en strandde Charleroi op de tweede plaats in zijn groep. Het seizoen 2004/05 zou een topseizoen worden voor de club. Men won zowel de landstitel, de nationale beker, als de supercup. Ook in Europa kende Charleroi succes. Opnieuw stootte men er door tot in de finale en daar werd MFK Dynamo Moskou verslagen. Action 21 pakte zo zijn eerste Europese titel, als eerste niet-Spaanse club.
Ook in 2005/06 pakte Action 21 Charleroi in eigen land alle prijzen. Europees strandde men echter in de tweede groepsfase van het toernooi. In 2006/07 werd in het nationaal kampioenschap de hegemonie van Charleroi voor het eerst doorbroken. Na zeven seizoenen was dit seizoen Forcom Antwerpen Elite kampioen. Charleroi won dat seizoen wel nog de Beker van België en in de UEFA Futsal Cup pakte het de vierde plaats.
De volgende seizoenen zou Charleroi in het nationaal kampioenschap echter opnieuw de sterkste blijken. In de Beker van België moest het enkele keren de eindzege aan een andere club laten. Europees lukte het niet meer door te stoten tot in de finalewedstrijden.
Na het seizoen 2010/11 kwamen financiële malversaties aan het licht en moest de club een stapje terugzetten. Om toch op het hoogste niveau te mogen uitkomen, ging de ploeg samen met Frameuro Bergen tot Charleroi 21.

## Erelijst
- Eerste klasse: 1999/00, 2000/01, 2001/02, 2002/03, 2003/04, 2004/05, 2005/06, 2007/08, 2008/09, 2009/10
- Beker van België: 2003/04, 2004/05, 2005/06, 2006/07, 2009/10
- Belgische Supercup: 1999/00, 2000/01, 2001/02, 2002/03, 2003/04, 2004/05, 2005/06, 2007/08
- UEFA Futsal Cup: 2004/05
- Benelux Cup: 2001/02, 2002/03

## Bekende (ex-)spelers
- David Morant